# Emily Craig
Emily Craig (Pembury, 30 de noviembre de 1992) es una deportista británica que compite en remo.
Participó en dos Juegos Olímpicos de Verano, obteniendo una medalla de oro en París 2024, en la prueba de doble scull ligero, y el cuarto lugar en Tokio 2020, en la misma prueba.
Ganó cinco medallas en el Campeonato Mundial de Remo entre los años 2015 y 2023, y cuatro medallas en el Campeonato Europeo de Remo entre los años 2017 y 2023.

## Palmarés internacional
| Juegos Olímpicos   | Juegos Olímpicos         | Juegos Olímpicos  | Juegos Olímpicos    |
| Año                | Lugar                    | Medalla           | Prueba              |
| ------------------ | ------------------------ | ----------------- | ------------------- |
| 2024               | París (Francia)          | Medalla de oro    | Doble scull ligero  |
| Campeonato Mundial |                          |                   |                     |
| Año                | Lugar                    | Medalla           | Prueba              |
| 2015               | Aiguebelette (Francia)   | Medalla de plata  | Cuatro scull ligero |
| 2016               | Róterdam (Países Bajos)  | Medalla de oro    | Cuatro scull ligero |
| 2019               | Ottensheim (Austria)     | Medalla de bronce | Doble scull ligero  |
| 2022               | Račice (República Checa) | Medalla de oro    | Doble scull ligero  |
| 2023               | Belgrado (Serbia)        | Medalla de oro    | Doble scull ligero  |
| Campeonato Europeo |                          |                   |                     |
| Año                | Lugar                    | Medalla           | Prueba              |
| 2017               | Račice (República Checa) | Medalla de bronce | Doble scull ligero  |
| 2021               | Varese (Italia)          | Medalla de plata  | Doble scull ligero  |
| 2022               | Múnich (Alemania)        | Medalla de oro    | Doble scull ligero  |
| 2023               | Bled (Eslovenia)         | Medalla de oro    | Doble scull ligero  |